# De familie Achterop
De familie Achterop (Engels: Hi and Lois) is een Amerikaanse stripserie bedacht door Mort Walker. De serie loopt sinds 1954.

## Setting en karakters
De strip gaat over het Amerikaanse gezin van het echtpaar Hi (voor Hiram) en Lois Flagston. In het Nederlands werden deze namen vertaald in Daan en Doortje en Tom en Leentje. Lois is de zus van de soldaat Flippie Flink, Walker’s andere strip waarvan De familie Achterop een spin-off is.

## Geschiedenis en achtergrond
Walker bedacht de strip omdat in veel krantenstrips rond echtparen de man en vrouw steeds kibbelen. Walker wilde daar iets tegenover stellen. Ook was hij bang dat de populariteit van zijn strip Flippie Flink zou afnemen vanwege de beëindiging van de Koreaanse Oorlog. Voor de tekeningen huurde Walker Dik Browne in, die wordt vermeld als mede-auteur. Browne liet zich op zijn beurt assisteren door meerdere tekenaars, waaronder zijn zoon Chance Brown.
In 1962 won Dik Browne voor De familie Achterop de Reuben Award van de National Cartoonists Society.
Chance Brown zet de strip voort sinds de dood van zijn vader in 1994. Greg en Brian Walker, de zonen van Mort Walker, verzorgen de scripts.

## Publicatie
De strip werd in Nederland onder andere gepubliceerd op de achterpagina van het tijdschrift Margriet en uitgegeven door Oberon. Voor het Vlaamse weekblad Libelle verscheen de strip onder de naam "De familie Klepkes". De strip verschijnt nog steeds wereldwijd in meer dan 1000 kranten.